# 박선 (1668년)
박선(朴璿, 1668년~1707년)은 조선 시대의 문관 관료이자 정치인이고 문장가이자 문인이었다.

## 본관과 아호
본관은 밀양(密陽). 자(字)는 성재(聖在), 호(號)는 도와(陶窩)이다.

## 생애

### 주요 이력
1696년(숙종 22) 식년문과에 병과로 급제하였으며, 그 후 1700년에서 1703년까지 사헌부 장령 등을 역임하고 1703년 6월 1일을 기하여 관직 은퇴하여 후학 양성 분야 전향을 하였다. 향리에서도 이미 문명(文名)이 높았으며, 경상도 인동(慶尙道 仁同)의 도완서원(陶浣書院)이라는 곳에 배향되었다.

## 저서
그의 저서에는 《도와문집(陶窩文集)》이 있다.